# Aldersladum sodwanum
Aldersladum sodwanum is een zachte koraalsoort uit de familie Alcyoniidae. De koraalsoort komt uit het geslacht Aldersladum. Aldersladum sodwanum werd in 1993 voor het eerst wetenschappelijk beschreven door Benayahu. 